# William de Beaumont, 3. Earl of Warwick
William de Beaumont, 3. Earl of Warwick (auch William de Newburgh) (* um 1140; † 15. November 1184) war ein englischer Magnat.
William de Beaumont entstammte der anglonormannischen Familie Beaumont. Er war der älteste Sohn von Roger de Beaumont, 2. Earl of Warwick und von dessen Frau Gundred de Warenne. Nach dem Tod seines Vaters 1153 wurde er zum Erben von dessen Besitzungen und des Titels Earl of Warwick. Nach dem Tod seines Onkels Henry of Gower erbte er nach 1166 auch dessen Herrschaft Gower in den Welsh Marches. Für die Siedlung Swansea, die sich um die wichtigste Burg Gowers, Swansea Castle entwickelt hatte, erließ er eine erste Charta. 1184 verpfändete er Gower an den jüdischen Geldverleiher Bruno of London. Politisch trat er kaum in Erscheinung. Er tätigte mehrere Stiftungen, darunter zugunsten von Pipewell Abbey und Whitby Abbey.
In erster Ehe heiratete er Margery d’Eivile, eine Tochter von John d’Eivile. Nach ihrem Tod heiratete er in zweiter Ehe vor dem 28. Dezember 1175 Margaret de Percy, die älteste Tochter von William de Percy und von Alice de Tonbridge. Seine Frau wurde nach dem Tod ihres Vaters 1175 eine von dessen Erbinnen, über sie erhielt er Besitzungen mit 20 Knight’s fees. Er starb im Heiligen Land, vermutlich bei einem Kreuzzug. Da seine beiden Ehen kinderlos geblieben waren, erbte sein jüngerer Bruder Waleran die Besitzungen der Familie Beaumont und den Titel Earl of Warwick. Das verpfändete Gower wurde von König Heinrich II. ausgelöst und fiel an die Krone. Seine Frau verwaltete ihr Erbe selbst und heiratete nicht erneut.